# Sigismund von Kollonitz
Sigismund von Kollonitz (Nagy Levar, 28 de maio de 1677 - Viena, 12 de abril de 1751) foi um cardeal do século XVIII.

## Biografia
Nasceu em Nagy Levar (Gross-Schützen) (Velke Levare), arquidiocese de Esztergom, Hungria (atual Eslováquia). De uma família de origem croata. O mais novo dos sete filhos, cinco meninos e duas meninas, do conde Johann Sigismund von Kollonitsch e Regina Elisabeth von Speidl. Um de seus irmãos era Ignaz Leopold; e uma de suas duas irmãs, Anna Maria Eleonora, era uma freira carmelita em Viena. Sobrinho do cardeal Leopold Karl von Kollonitsch (1686). Seu sobrenome também está listado como Kollonitz, ou Kollonich, ou Colonicz.
Por iniciativa do tio arcebispo, a partir de 1688, estudou no Ginásio Jesuíta de Neuhaus, na Boêmia, onde conheceu Francisco II Rákóczi, príncipe da Transilvânia; mais tarde, também por recomendação do tio, estudou em Roma, de 1693 a 1699, no Collegio Germanico, onde obteve o doutorado em filosofia e teologia; e no Pontifício Ateneu Romano de S. Apollinare. Enquanto ele estava em Roma, seu tio deu-lhe um canonicato no capítulo da catedral metropolitana de Esztergom.
Foi ordenado sacerdote em 22 de outubro de 1699. Celebrou sua primeira missa em 15 de outubro de 1699, na Igreja Carmelita de Viena, na presença do imperador Leopoldo I e sua esposa, a imperatriz Leonor. Ele tomou posse de seu canonicato em Esztergom em 1700. Em 1704, tornou-se arquidiácono de Sasvár. Conselheiro real do rei da Hungria, em 1705. Em dezembro de 1708, o imperador José I o nomeou bispo de Vác, na Hungria.
Eleito bispo de Vác, 14 de outubro de 1709. Consagrado em 7 de dezembro de 1709. Em Vác teve que reconstruir a diocese recentemente libertada dos turcos e trabalhar pela conversão de muitos não católicos; instalando pensões, cuidou dos jovens sacerdotes; em 1712, fundou uma escola piarista; e ele também aumentou o número de cônegos da catedral e aumentou sua renda. Nomeado para a sé de Viena pelo imperador Carlos VI em 16 de abril de 1716. Transferido para essa sé em 1º de julho de 1716. Em dezembro de 1716, ele emitiu uma ordem detalhada para o clero; nele, entre outras coisas, exortou o clero a usar roupas sacerdotais, viver uma vida santa e celebrar a missa solene e respeitosamente; ordenou que todo sacerdote, pelo menos uma vez ao ano, participasse dos exercícios espirituais. Em 1717, ordenou o interrogatório dos padres estrangeiros e estabeleceu que a permissão para a celebração da missa fosse concedida apenas por um mês; e que após três prorrogações, eles deveriam demonstrar que haviam participado do exercício espiritual. Além disso, os padres foram obrigados à confissão semanal e, pela primeira vez, foram criados catálogos de padres diocesanos. Todos os sacerdotes que estivessem exercendo algum ofício no ministério tinham que participar de reuniões espirituais semanais. Também foi estabelecido um rigoroso exame dos candidatos à ordenação. Para garantir o aumento do número de jovens sacerdotes, ele aumentou os lugares da fundação de ex-alunos de seis para doze. Fundou um seminário teológico; e introduziu retiros para leigos em 1719. Foi membro do Conselho Privado Imperial de 1719 a 1723.
Criado cardeal-presbítero no consistório de 26 de novembro de 1727; com um breve apostólico de 23 de dezembro de 1727, o papa lhe enviou o barrete vermelho; o imperador impôs o barrete ao novo cardeal em 4 de abril de 1728, na igreja dos agostinianos. Para cobrir as despesas associadas ao cardinalato, o imperador deu-lhe em 1728 a abadia de São Miguel em Báta, diocese de Pécs, Hungria; e também o cargo de reitor de Zwettl e da paróquia soberana associada de Eggenburg. Nomeado inquisidor-geral para Espanha e Sicília, 27 de novembro de 1728; neste cargo contou com a ajuda do padre Georg Ruess, OESA. Em 1729, a arquidiocese de Viena recebeu cerca de oitenta paróquias que até então pertenciam à diocese de Passau, que ficavam no distrito dos Bosques de Viena. Com a expansão do território arquidiocesano, o cardeal conseguiu o estabelecimento de um bispo auxiliar permanente. O cardeal procurou conhecer as novas paróquias e visitá-las rapidamente. Em um longo processo, ele alcançou em 1729 a eliminação da isenção do capítulo. Em compensação, em 1734, deu aos cônegos dos capítulos o direito ao uso da pontificalia. Participou do conclave de 1730, que elegeu o Papa Clemente XII. Recebeu o chapéu vermelho e o título de Ss. Marcellino e Pietro, 14 de agosto de 1730.
Protetor da Ordem de São Paulo, o Primeiro Eremita (Padres Paulinos) na Áustria, Hungria, Polônia e ao longo do Reno, 21 de julho de 1734. Membro da comissão para examinar as queixas dos protestantes na Hungria, 1734. Para promover a devoção à Eucaristia, estabeleceu a oração de 40 horas; ordenou que os sacerdotes da arquidiocese acompanhassem o Santíssimo Sacramento em procissões com tochas. Em 1735, o cardeal KoIlonitsch também ordenou que, em memória do sofrimento de Cristo, o sino tocasse na quinta-feira à noite e na sexta-feira de manhã. A veneração de São João de Nepomuk foi fortemente promovida; e o cardeal também criou um novo ritual diocesano. Em 1736, apresentou um programa de contra-reforma com base nas disposições religiosas da Paz de Vestfália. Este movimento, embora sem sucesso, trouxe várias melhorias. Nas terras das missões foi nomeado capelão na própria Viena com a preocupação pelos convertidos. O cardeal também construiu o Konvertitenkassa. Protetor da Alemanha, 1738; ele ocupou o cargo até sua morte.
Os maçons se opuseram veementemente ao cardeal KoIlonitsch. Por proposta do cardeal, os judeus de Viena foram agrupados em um gueto. Participou do conclave de 1740, que elegeu o Papa Bento XIV. Optou pelo título de S. Crisogono, em 29 de agosto de 1740. Em 1740, foi incumbido de representar os interesses da Casa dos Habsburgos. Também em 1740, ele proibiu a introdução de novas estátuas e suas roupas incomuns. O cardeal Kollonitsch tinha a confiança da corte imperial e durante as reformas implementadas pela imperatriz Maria Teresa, ajudou na medida em que proibiu os pregadores de criticar as ações do monarca. Em questões puramente espirituais, porém, defendeu-se da intervenção do governo. Ele tomou uma série de iniciativas para melhorar a educação e disciplina do clero e intensificar o cuidado pastoral, incluindo visitas regulares. Em 1741, o cardeal estabeleceu a dignidade de mestre-escola no capítulo da catedral; e em 1743, seguindo as diretrizes do Concílio de Trento, o de cônego teólogo. Para a cura na catedral metropolitana de Sankt Stefan, os estatutos que ele havia emitido em 1723 foram aprimorados significativamente em 1741; ele viu o estabelecimento da vita communis também para o clero secular. Devido ao grande aumento da população de Viena, o cardeal teve que aumentar o número de paróquias e capelas, bem como vicariatos. Promoveu o estabelecimento dos Escolápios, das Irmãs Salesianas e dos Franciscanos em toda a arquidiocese. Ao mesmo tempo, o cardeal protegeu o clero secular contra a interferência do clero religioso em seus direitos pastorais.
Em 1743, foi nomeado protetor da Áustria e da Hungria, sucedendo ao cardeal Niccolò del Giudice. Em 1746, ele teve que aceitar uma repreensão por não cumprir o Placetum regium. Ele mandou imprimir um catecismo diocesano; e ordenou que aos domingos e feriados o Evangelho fosse lido na língua local; na catedral, após o sermão de domingo, foi introduzido um rosário adicional. Em 1749, o cardeal estabeleceu que todos os professores da escola deveriam passar por um teste de religião antes de assumir seus cargos. Foi diretor e presidente da Hofalmosenkassa até 1749. Em 8 de setembro de 1750, pediu a Bento XIV que nomeasse o cônego Johannes Joseph von Trautson seu coadjutor com direito de sucessão; o papa elegeu o cônego como bispo em 7 de dezembro de 1750 e o cardeal pessoalmente o consagrou arcebispo titular de Cartago na missa da meia-noite de 1750. Como construtor, o cardeal se preocupou especialmente com as igrejas que estavam na propriedade da família ou subordinadas ao patrocínio do arcebispo, como em Großschützen, Obersiebenbrunn, Viena -St. Veit, Oberlaa e outras igrejas da aldeia; ele também construiu o palácio do arcebispo e renovou o palácio em St. Veit. Na administração das temporalidades, mostrou grande talento e diligência, de modo que a arquidiocese estava bem ordenada e em sólida situação financeira à sua morte.
Morreu em Viena em 12 de abril de 1751, de manhã cedo. Exposto e enterrado na catedral metropolitana de Viena. Em seu testamento, ele ordenou que a posse da família caísse após a extinção da linhagem masculina dos condes de Kollonitsch para a arquidiocese de Viena; desta forma, a arquidiocese em 1874 passou a possuir as propriedades de Kollonitsch-Obersiebenbrunn e Jedenspeigen; além disso, o falecido cardeal deixou como beneficiários o capítulo da catedral metropolitana de Viena, a missão catequética dos jesuítas em Parham e os pobres.